# Murielle van de Cappelle
Murielle van de Cappelle-Siclis, aussi connue sous le nom de Murielle Desmarets est une escrimeuse handisport française.
Elle a remporté sept titres de championne paralympique au fleuret et à l'épée, ce qui en fait l'escrimeuse handisport française la plus titrée dans la compétition. Elle a en outre conquis de nombreuses médailles aux championnats du monde et d'Europe.

## Biographie
À l'âge de onze ans, en 1970 elle subit une rupture d'anévrisme qui la laisse paraplégique. Elle se tourne alors vers l'escrime dont la gestuelle est proche de la danse, qu'elle pratiquait auparavant.
Sa carrière paralympique débute avec une médaille d'or au fleuret individuel en 1984, suivi d'une nouvelle en par équipes. Ce sont sept médailles d'or de suite qui vont couronner son parcours sportif entre les Jeux de 1984 et 1996. Des seconds accessits, une médaille d'argent et deux de bronze, viendront compléter sa collection en 2000.
Murielle van de Cappelle est l'épouse de son ancien entraîneur, Alain Siclis. Elle est vice-présidente de la Fédération Française handisport.

## Palmarès
- Jeux paralympiques
  -  Médaille d'or au fleuret aux Jeux paralympiques de 1996 à Atlanta
  -  Médaille d'or au fleuret par équipes aux Jeux paralympiques de 1996 à Atlanta
  -  Médaille d'or à l'épée par équipes aux Jeux paralympiques de 1996 à Atlanta
  -  Médaille d'or au fleuret aux Jeux paralympiques de 1988 à Séoul
  -  Médaille d'or au fleuret par équipes aux Jeux paralympiques de 1988 à Séoul
  -  Médaille d'or au fleuret aux Jeux paralympiques de 1984 à Stoke Mandeville
  -  Médaille d'or au fleuret par équipes aux Jeux paralympiques de 1984 à Stoke Mandeville
  -  Médaille d'argent au fleuret par équipes aux Jeux paralympiques de 2000 à Sydney
  -  Médaille de bronze au fleuret aux Jeux paralympiques de 2000 à Sydney
  -  Médaille de bronze à l'épée par équipes aux Jeux paralympiques de 2000 à Sydney

## Décorations
- Officier de l'ordre national du Mérite (décret du 23 novembre 2000)
- Commandeur de l'ordre national du Mérite (décret du 20 juin 2022)[3]

## Distinctions
Elle est nommée Gloire du sport par la Fédération des internationaux du sport français (FISF) en 2023.